# Nong-soh-phoh
Nong-so-phoh o Nobosophoh és un dels Estats Khasis a Meghalaya.
Tenia una població el 1881 de 841 habitants i l'any 1901 de 1.555 habitants i els seus ingressos s'estimaven (1903-1904) en unes 500 rúpies aproximadament. Els principals productes eren l'arròs, el moresc i les patates. S'hi troba cal. El sobirà portava el títol de siem i el 1881 s'anomenava U Ksan.